# 濾過裂隙

腎臟腎單位由腎小球至鮑氏囊(棕色大箭頭往上方向)之濾過裂隙的過濾作用示意圖：
(A).腎小球的內皮細胞(The endothelial cells of the glomerulus)：
1.膜孔(fenestra)
(B).腎小球基底膜：
1.内層板(lamina rara interna)
2.致密層(lamina densa)
3.外層板(lamina rara externa)
(C).足細胞：
1.酵素及結構蛋白(enzymatic and structural protein)
2.濾過裂隙
3.膈膜(diaphragma/裂隙隔膜)

濾過裂隙（filtration slits），即腎臟的組成腎元之腎小體內的鮑氏囊上之足細胞的"足突"叉合彼此形成"濾過裂隙"(或裂隙孔)、且裂隙極小(約為8 nm)，而帶有負電荷、大分子以及帶陰電性的分子會被阻擋在外。 濾過裂隙可對比於腎小球內皮細胞的膜孔(fenestra)，並由"裂隙隔膜"(slit diaphragm)跨越其上。

## 結構
一些研究表明，濾過裂隙的尺寸限制了大的分子(比如:血清白蛋白(直径約為15～30μm))、及細胞(比如:红血球(直徑約6～8µm)和血小板(直徑约2～4μm，厚0.2～1.5μm，平均體積7μm3))的通過。 運作"濾過裂隙"的正確功能需要的蛋白質包括腎病蛋白、NEPH1(KIRREL)、NEPH2(KIRREL3)、足蛋白，及CD2AP。

## 參閱
- 腎功能
- 膠體滲透壓

## 外部連結
- Organology at UC Davis Urinary/mammal/vasc1/vasc3 - "Mammal, renal vasculature (EM, High)
- MCG生理学 7/7ch04/7ch04p09
- Histology image: 22402loa – 波士顿大学的组织学学习系统
- Histology image: 22403loa – 波士顿大学的组织学学习系统